# Baumannsches Haus (Eppingen)

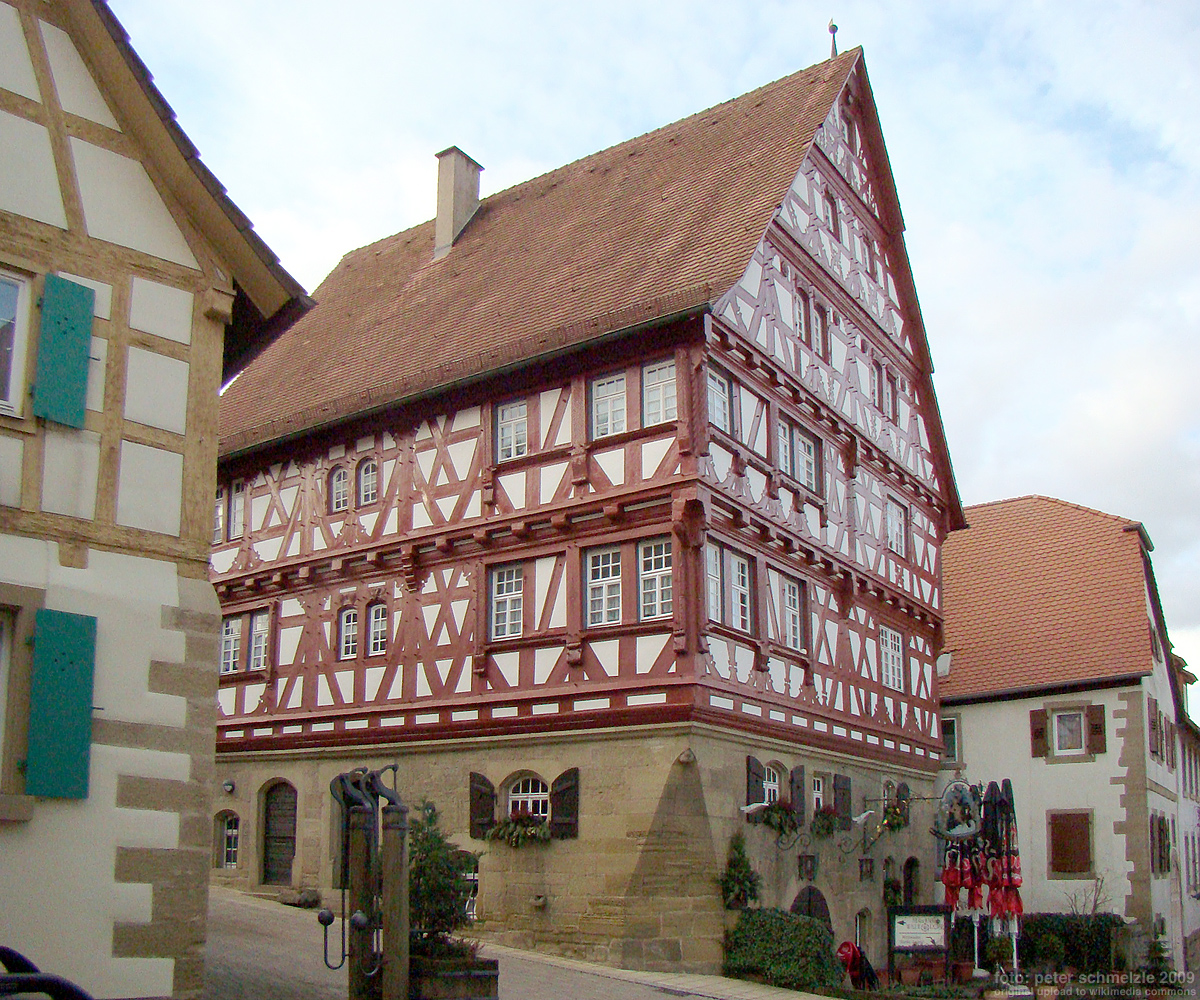
Baumannsches Haus in Eppingen (2009)

Das Baumannsche Haus (Haus Kirchgasse 31) in Eppingen im Landkreis Heilbronn im nördlichen Baden-Württemberg ist ein denkmalgeschütztes Fachwerkhaus, das vielfach in Presse und Literatur Erwähnung fand und als einer der schönsten Fachwerkbauten in Baden gilt.

## Geschichte

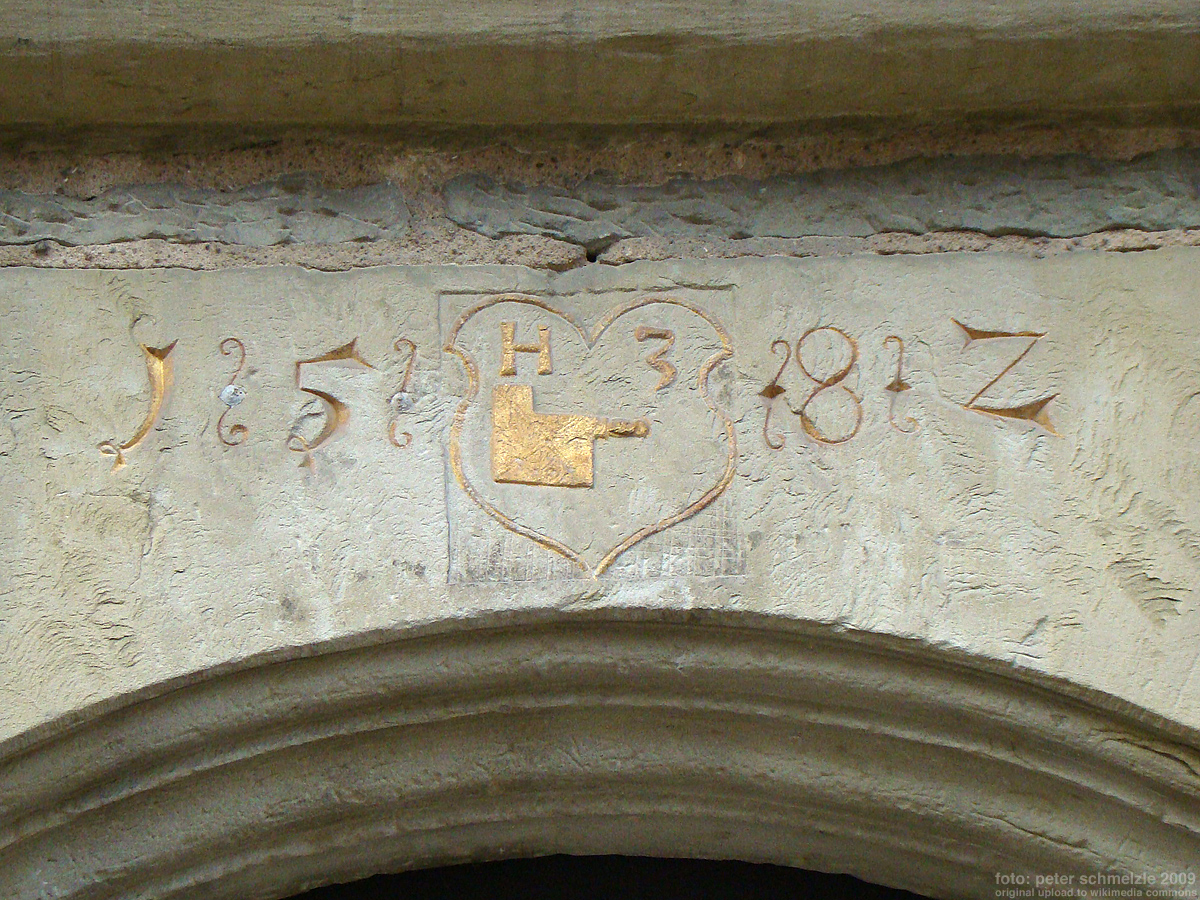
Datierung am Portal von 1582

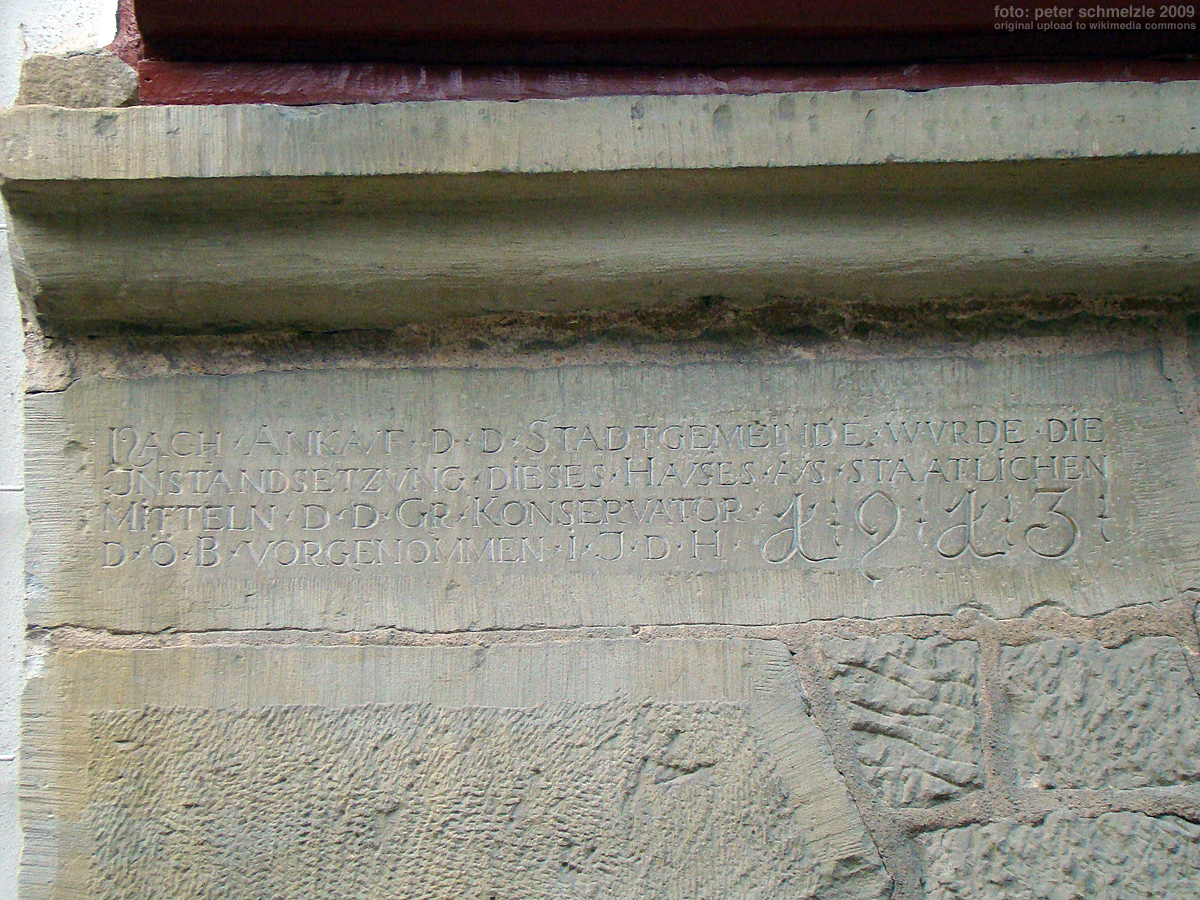
Inschriftenstein der Sanierung 1913

Das Gebäude wurde 1582/83 in fränkischer Fachwerkbauweise aus beschnitzten Eichenbalken auf einem in Sandstein ausgeführten Erdgeschoss erbaut. Als Erbauer des Hauses gilt der Metzger und Viehhändler Hans Ziemer.
Das Gebäude kam 1913 in schlechtem Zustand in den Besitz der Stadt Eppingen, die es sanierte und ab 1914 als Wohnhaus für städtische Beamte nutzte. 1934 wurde das Gebäude zur Jugendherberge umgestaltet. Die Jugendherberge wurde aufgrund ihrer Räumlichkeiten vielfach gerühmt. In den späten Kriegsjahren diente das Gebäude als Wohnheim für Beschäftigte der 1944 von Ludwigshafen nach Eppingen verlegten Knoll AG (heute Teil der Abbott Laboratories).
Nach dem Zweiten Weltkrieg wurde das Gebäude aufgrund der vorherrschenden Wohnungsnot in Wohneinheiten parzelliert. Die Fassade wurde 1953 neu angestrichen, im Inneren hat sich der Zustand nach der Renovierung von 1913 noch längere Zeit erhalten. Bis in die 1970er Jahre „war das Niveau der Bewohner gesunken“, und das Gebäude drohte zu verkommen. 1979 wurde das Gebäude schließlich langfristig an sanierungswillige Pächter vergeben, die das Dach neu eindecken ließen, Türen und Fenster erneuerten und Fassade und Inneres neu herrichteten. 1982 wurde eine Gaststätte im Kellergeschoss eröffnet, im Ersten Obergeschoss stehen seitdem mit den restaurierten Renaissance-Stuben zwei im Stil der Renaissance hergerichtete Konferenzräume zur Verfügung.
Das Baumannsche Haus galt bereits um 1900 als „vaterländisches Baudenkmal“, es wurde als „Meisterwerk der Fachwerkbaukunst“, „Höhepunkt der Holzbaukunst im Kraichgau“ und „schönster Fachwerkbau der Landschaft“ beschrieben und ist ein in zahlreichen Publikationen zu findendes Fotomotiv. Im Jahr 2010 war das Baumannsche Haus Motiv einer von Dieter Ziegenfeuter gestalteten Briefmarke der Deutschen Post.

## Beschreibung
Das Baumannsche Haus ist ein zweistöckiger Fachwerkbau auf hohem massivem Sockelgeschoss. Bedeckt ist es von einem Satteldach. Das Fachwerk der zwei vorkragenden Geschosse sowie der drei Giebelgeschosse weist zahlreiche handwerkliche Verzierungen auf, darunter umrahmte Eckfenstergruppen sowie verschiedenstes Schnitzwerk wie Fratzen, Eichenblätter, Schuppenmuster, Würfelwerk, Schneckenbänder, Voluten und Rosetten.
Das Haus weist verschiedene Neidköpfe auf. An der abgeschrägten Hausecke des Sockelgeschosses zur Altstadtstraße hin befindet sich in der spitz zulaufenden oberen Ecke eine steinerne Löwenfratze mit breitem geschlossenen Maul und heraushängendem Ring. Unter dieser Fratze ist die Datierung 158(?) eingehauen. Am Eckständer des darüber befindlichen Fachwerkgeschosses ist eine der Konsolen ebenfalls als Neidkopf ausgearbeitet, der die Form eines bärtigen Männerkopfes hat. Im Fenstersturz im ersten Stock über der Tür sind drei weitere Köpfe zu erkennen. Über dem linken Fenster sind es zwei weitere vollbärtige Männerköpfe, über dem rechten Fenster eine Fratze mit weit aufgerissenen Augen und heraushängender Zunge mit Ring. Während der Löwe und die Fratze über dem rechten Fenster eindeutig als Neidköpfe angesprochen werden können, sind die archaischen bärtigen Männerköpfe nicht eindeutig Neidköpfe. Vielmehr könnten sich damit auch Bauherr und Zimmermann im Porträt verewigt haben. Gleichwohl hatte der vermögende Erbauer des Gebäudes sicher den Neid seiner Mitmenschen zu fürchten und allen Grund, das Haus mit gleich mehreren Neidköpfen zu versehen.

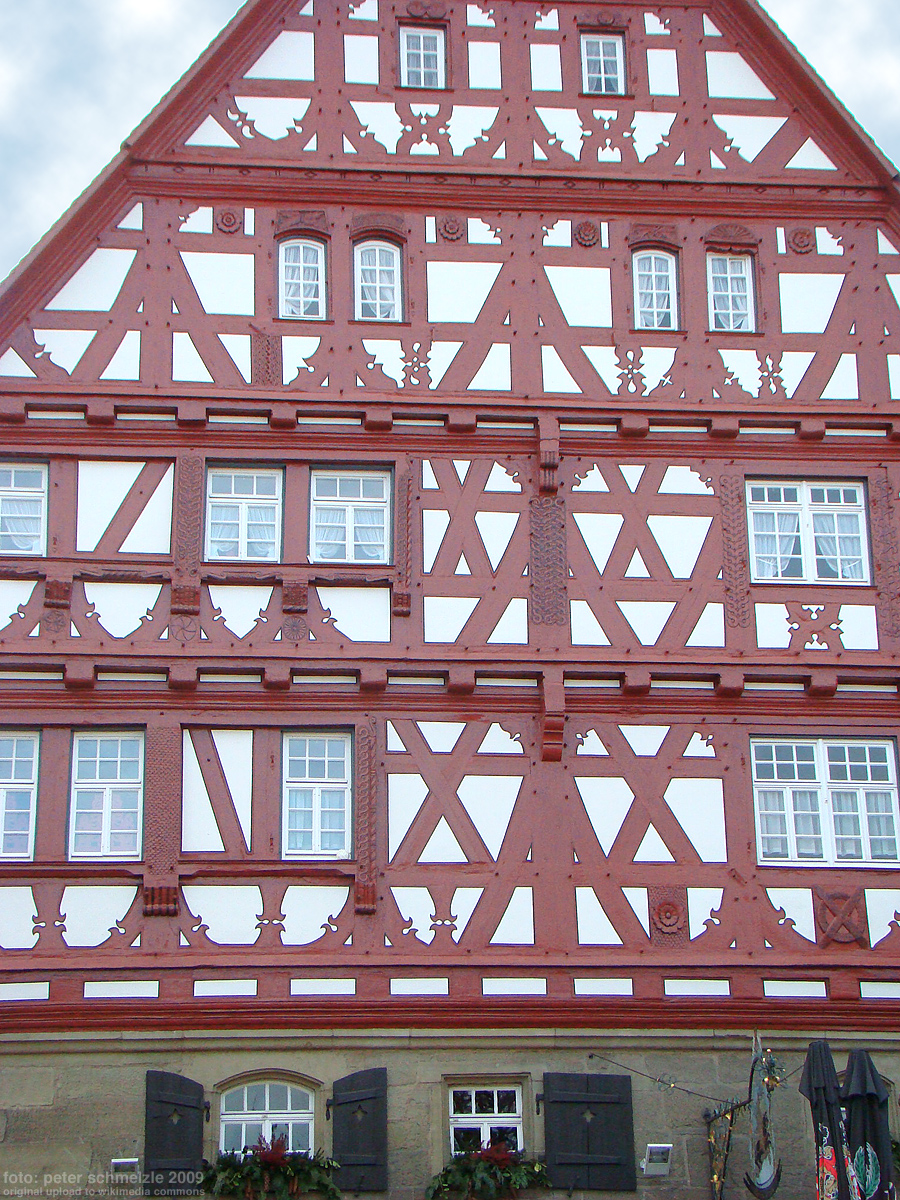
Giebelseite
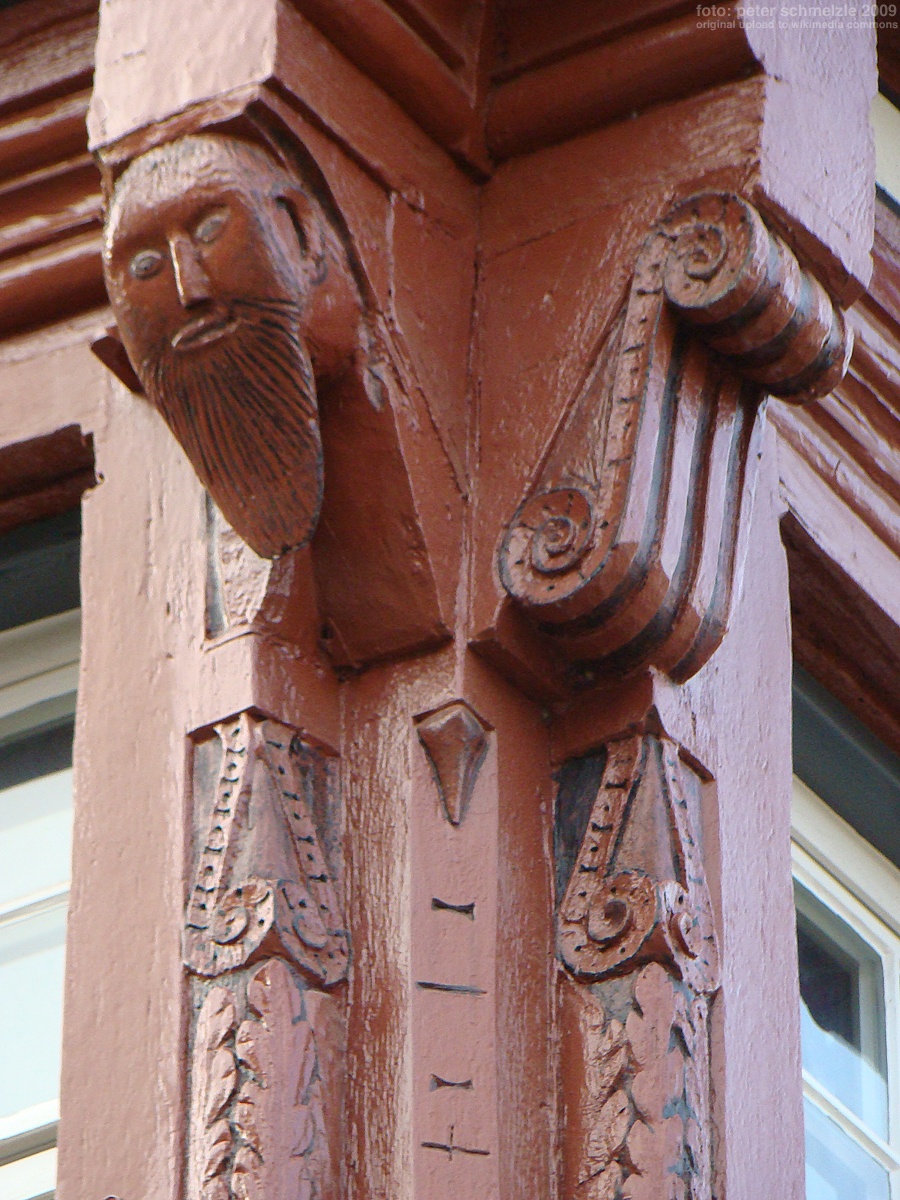
Eckständer im ersten Obergeschoss mit Neidkopf
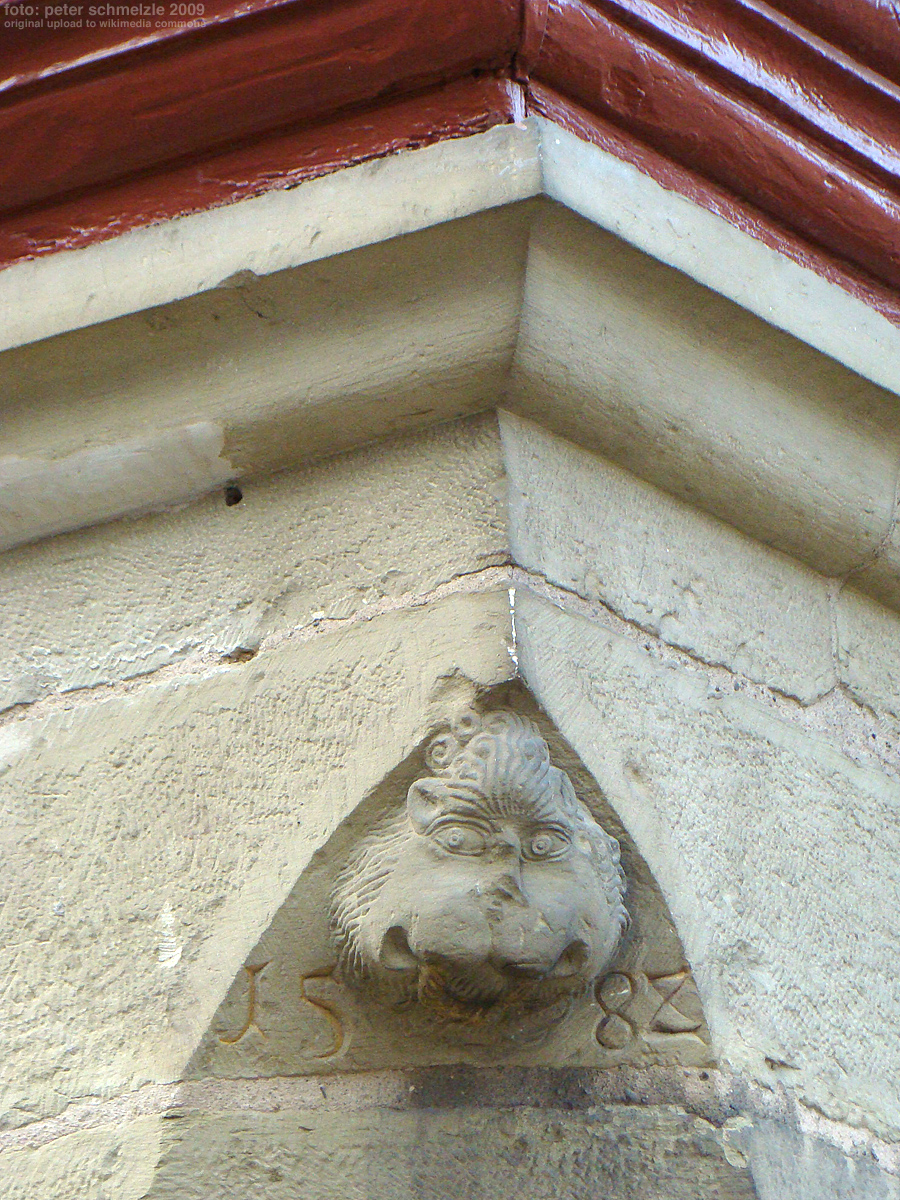
Löwenfratze und Datierung an der Ecke des Sockelgeschosses